# اتسوکو هاندا
اتسوکو هاندا (ژاپنی: 半田 悦子؛ زادهٔ ۱۰ مهٔ ۱۹۶۵) بازیکن فوتبال اهل ژاپن و عضو تیم ملی فوتبال زنان ژاپن است که در تاریخ ۷ ژوئن ۱۹۸۱ میلادی اولین بازی ملی‌اش را انجام داد. او در ۷۵ بازی ملی حضور داشت و آخرین بازی ملی خود را در تاریخ ۲۱ ژوئیه ۱۹۹۶ میلادی انجام داد. اتسوکو هاندا در بازی‌های ملی‌اش
۱۹ گل به ثمر رساند.